# 마키안섬

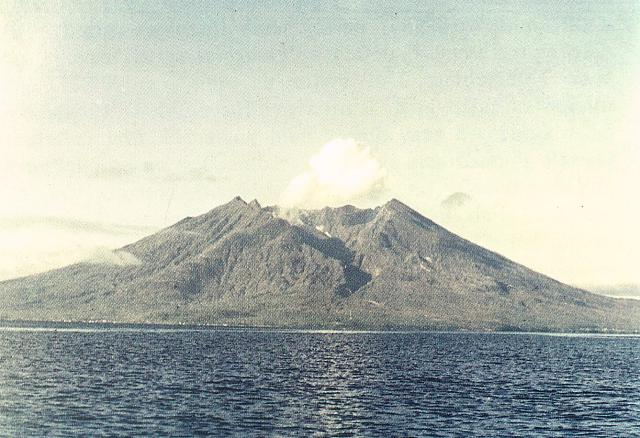

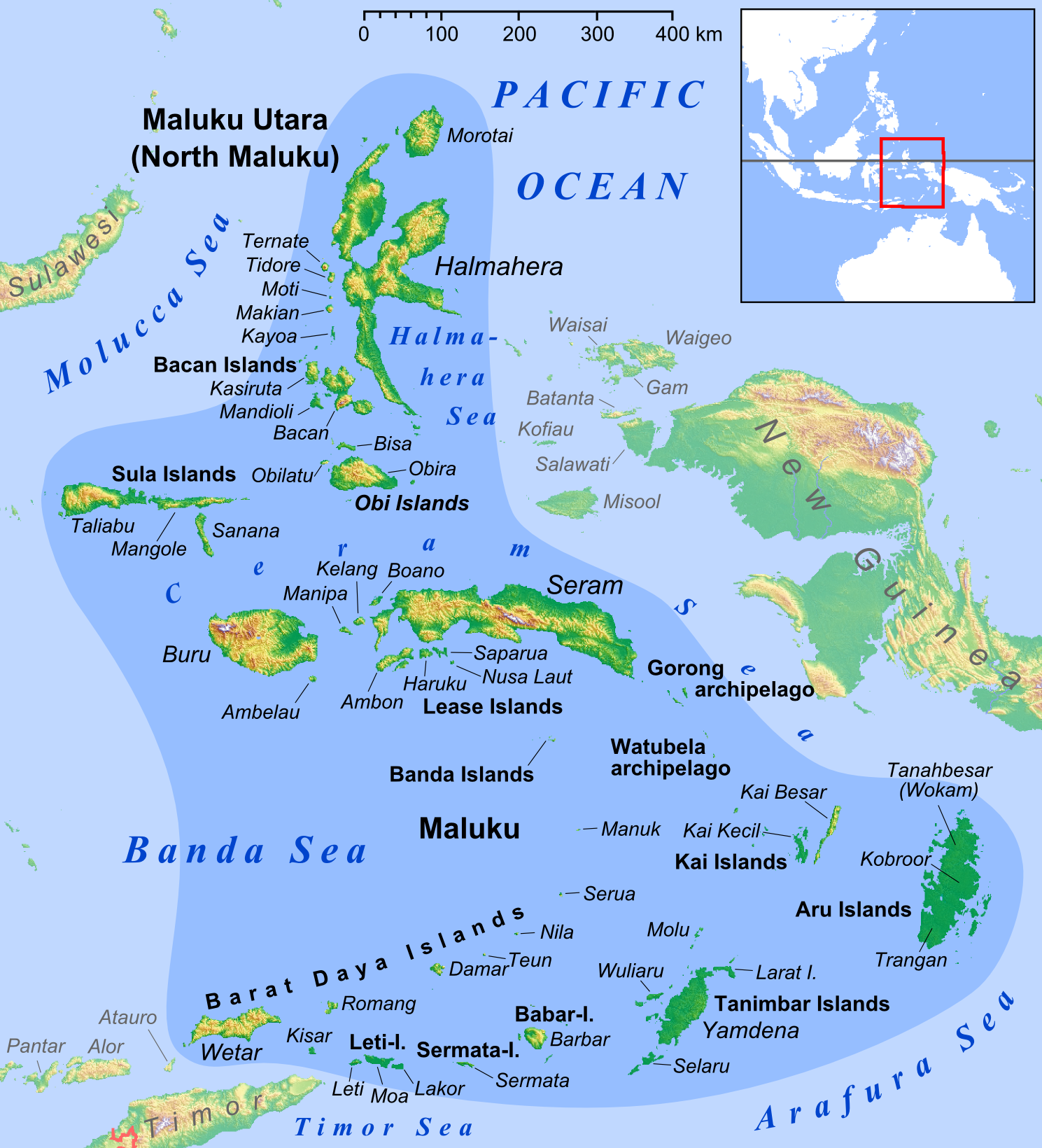
해당 섬의 위치

마키안섬(인도네시아어: Makian)은 인도네시아의 화산섬이다. 이 섬은 성층 화산으로, 과거 많았던 큰 분화를 통해 지금의 모습이 되었다. 지금도 활화산으로서 화산 활동이 나타나고 있다. 이 화산의 모양은 미국 워싱턴주의 세인트헬렌스산과 매우 닮아있다.
1550년대에 처음 폭발했다. 그 이후 1646년, 1760년, 그리고 1816년에는 화산 폭발 지수 4에 해당하는 큰 분화를 일으켰다.

## 언어
이 섬에는 타바어(동마키안어)와 서마키안어 등 서로 관련 없는 2가지 언어가 사용된다. 타바어는 오스트로네시아어족에 속하고, 서마키안어는 서파푸아어족에 속한다.